# Open de l'Isere 2011
L'Open de l'Isere 2011, noto come Open GDF Suez de l'Isere 2011 per motivi di sponsorizzazione, è stato un torneo di tennis facente parte della categoria ITF Women's Circuit nell'ambito dell'ITF Women's Circuit 2011. Il torneo si è giocato a Grenoble in Francia dal 24 al 30 gennaio 2011 e aveva un montepremi di $25,000.

## Vincitori

### Singolare
Marta Domachowska ha battuto in finale  Naomi Broady con il punteggio di 6–4, 6–4.

### Doppio
Stéphanie Cohen-Aloro /  Selima Sfar hanno battuto in finale  Iryna Kurjanovič /  Aurélie Védy con il punteggio di 6–1, 6–3.